# Severn
Severn (anglicky River Severn, velšsky Afon Hafren) je řeka v Anglii a ve Walesu (Spojené království). Je 354 km dlouhá (s estuárem až 390 km), a je tak nejdelší řekou Spojeného království. Povodí má rozlohu 21 000 km².

## Průběh toku
Pramení na východních svazích Kambrického pohoří. Teče převážně po rovině. Ústí do Bristolského zálivu v Keltském moři (Atlantský oceán).

## Vodní režim
Zdroj vody je převážně dešťový. Nejvyšší vodnosti dosahuje na jaře, zatímco v létě se stává mělkou. Průměrný roční průtok vody činí přibližně 250 m³/s.

## Využití

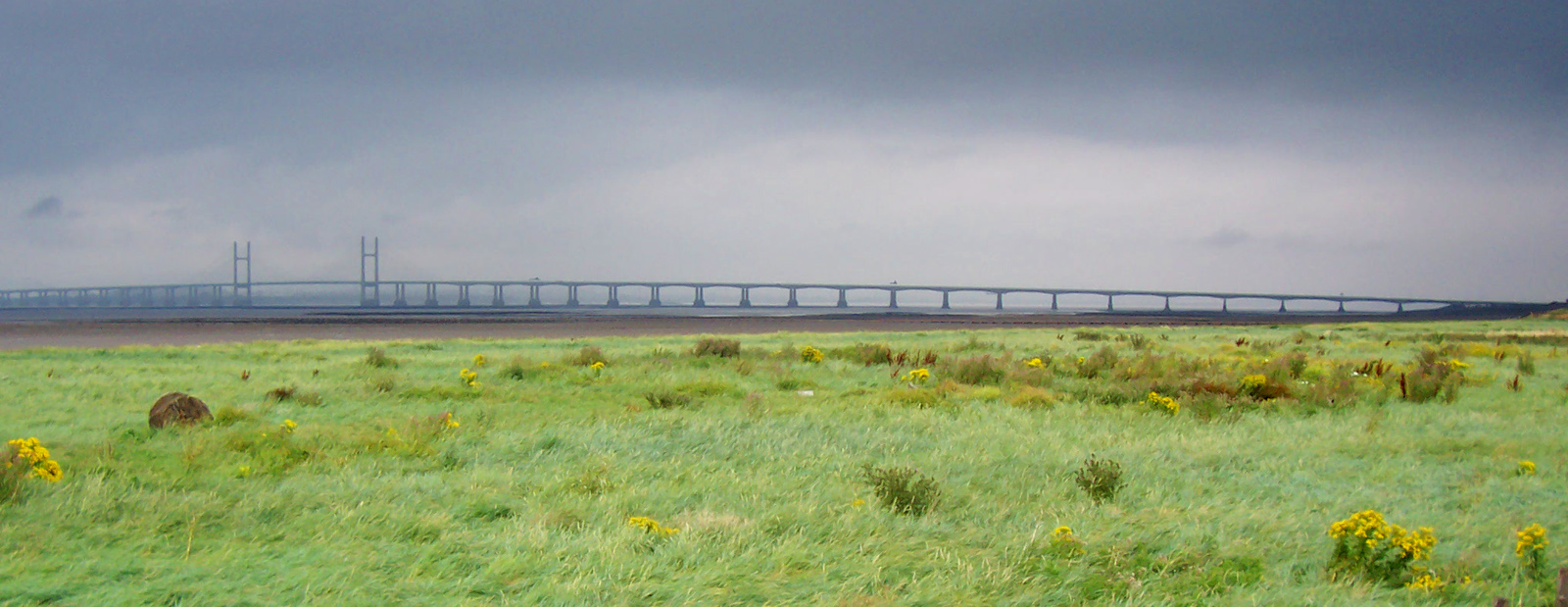
Most přes estuár řeky Severn v době odlivu. Pohled z anglické strany.

Vodní doprava je možná od Stourportu, přičemž na dolním toku je dostupná pro námořní lodě. Je spojena kanály s řekami Temže, Trent, Mersey. Přes estuár byl v roce 1966 postaven vysoký most a nedaleko města Bristol byl vybudován tunel. Na řece leží města Shrewsbury, Worcester, Gloucester a na březích estuáru Newport a Cardiff. Voda slouží také k chlazení jaderných elektráren Oldbury a Berkeley.